# Fernando Esparza Aizkorbe
Fernando Esparza Aizcorbe (Pamplona, Navarra, 7 de mayo de 1979) fue un futbolista español que jugaba como mediocentro o mediapunta. Jugó 442 encuentros de Segunda División B durante su carrera deportiva, logrando 101 tantos.

## Trayectoria
En 1995 abandonó la cantera del C.D. Izarra para firmar por el equipo juvenil del Athletic Club. En la temporada 1998-1999 promocionó al C.D. Basconia, filial rojiblanco en 3ª División. En verano de 1999 regresó al conjunto navarro, que jugaba en el Estadio de Merkatondoa, para debutar en 2ªB bajo las órdenes de Juan José Zudaire. Al finalizar la temporada, el C.D. Izarra descendió a 3ª División, donde jugaría una temporada más.
Para la temporada 2001-2002 fichó por el C.D. Aurrerá de Vitoria (2ªB), entrenado por José Luis Mendilibar, donde consiguió 12 goles en 36 partidos de liga. Su gran rendimiento con el conjunto rojillo le permitió, en la temporada siguiente, fichar por el Deportivo Alavés "B" (2ªB), donde jugó una temporada. Tras su salida en el filial babazorro, continuó su carrera por diversos conjuntos de 2ªB como el Burgos C.F., Algeciras C.F., C.F. Reus Deportiu, C.D. Puertollano, U.E. Lleida y Orihuela. 
En la temporada 2008-2009 disputó su primera promoción de ascenso a 2ª en las filas del Real Jaén C.F., al que había llegado en el mes de enero procedente del Orihuela C.F. En la campaña siguiente con el Real Jaén C.F. logró doce tantos. Además, el equipo también consiguió clasificarse para la promoción de ascenso a 2ª, siendo eliminados por el F. C. Barcelona "B". Tras año y medio en el club lagarto se incorporó al Deportivo Alavés, con el que volvió a disputar una nueva promoción de ascenso a Segunda. Su producción goleadora en el club babazorro también fue destacada, logrando nueve goles.
Terminado su contrato con el Deportivo Alavés, regresó en la temporada 2011-2012 a 3ª División al recalar en el C.D. Tudelano. En el conjunto de la Ribera Navarra consiguió el ascenso a 2ªB en 2013 y, posteriormente, jugó dos campañas más siendo titular y uno de los máximos goleadores del cuadro navarro. Se retiró en 2014 a los 35 años de edad.

## Clubes
| Club                           | País   | Año         |
| ------------------------------ | ------ | ----------- |
| C.D. Basconia                  | España | 1998 - 1999 |
| C.D. Izarra                    | España | 1999 - 2001 |
| C.D. Aurrerá                   | España | 2001 - 2002 |
| Deportivo Alavés "B"           | España | 2002 - 2003 |
| Burgos C.F.                    | España | 2003 - 2004 |
| Algeciras C.F.                 | España | 2004 - 2005 |
| C.F. Reus Deportiu             | España | 2005 - 2006 |
| C.D. Puertollano               | España | 2006 - 2007 |
| U.E. Lleida                    | España | 2007 - 2008 |
| Orihuela C.F. y Real Jaén C.F. | España | 2008 - 2009 |
| Real Jaén C.F.                 | España | 2009 - 2010 |
| Deportivo Alavés               | España | 2010 - 2011 |
| C.D. Tudelano                  | España | 2011 - 2014 |